# El sopar (pel·lícula de 2017)
El sopar (títol original en anglès: The Dinner) és una pel·lícula estatunidenca de drama i suspens del 2017, escrita i dirigida per Oren Moverman, protagonitzada per Richard Gere, Laura Linney, Steve Coogan i Rebecca Hall. Està basada en la novel·la homònima de l'escriptor i actor neerlandès Herman Koch. S'ha doblat al català.

## Argument
En un vespre d'hivern, dos germans amb les seves respectives parelles es reuneixen en un luxós restaurant. En Paul Lohman, professor d'història (Steve Coogan), la seva esposa Claire, l'Stan (Richard Gere), un destacat polític i la Katelyn, la seva companya. Tots quatre han de parlar sobre un crim comès pels seus fills adolescents. Al llarg del sopar les tensions es fan paleses.

## Repartiment
- Laura Linney: Claire Lohman
- Steve Coogan: Paul Lohman
- Rebecca Hall: Katelyn Lohman
- Richard Gere: Stan Lohman
- Chloë Sevigny: Barbara Lohman
- Charlie Plummer: Michael Lohman
- Adepero Oduye: Nina
- Seamus Davey-Fitzpatrick: Rick Lohman
- Michael Chernus: Dylan Heinz
- Taylor Rae Almonte: Kamryn Velez
- Joel Bissonnette: Antonio
- Miles J. Harvey: Beau Lohman
- Laura Hajek: Anna

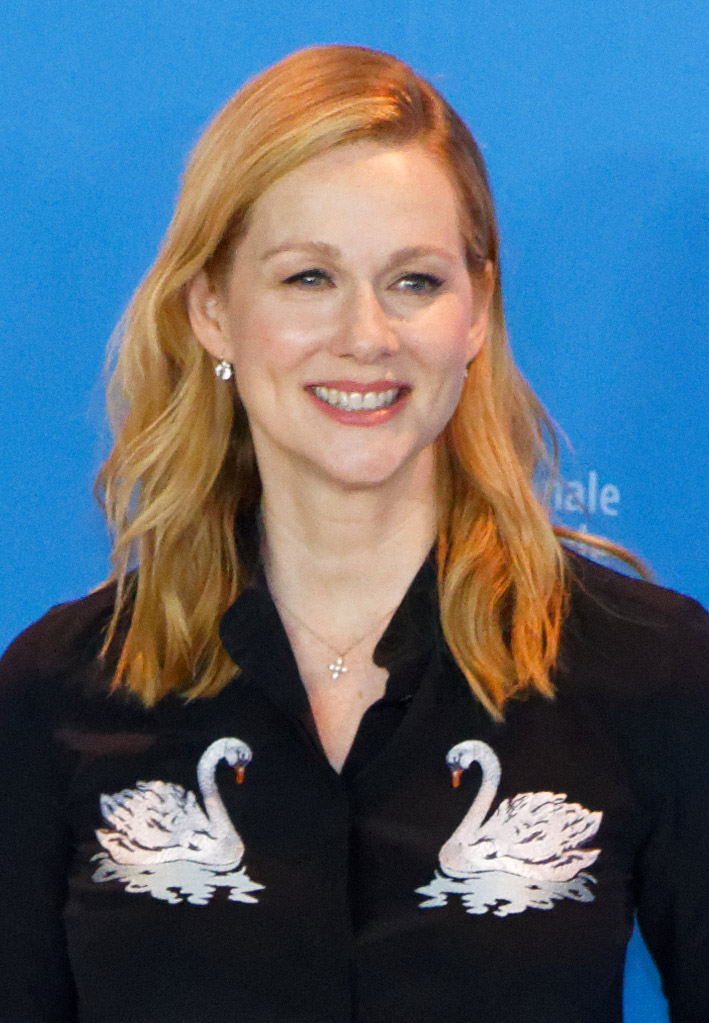
Laura Linney
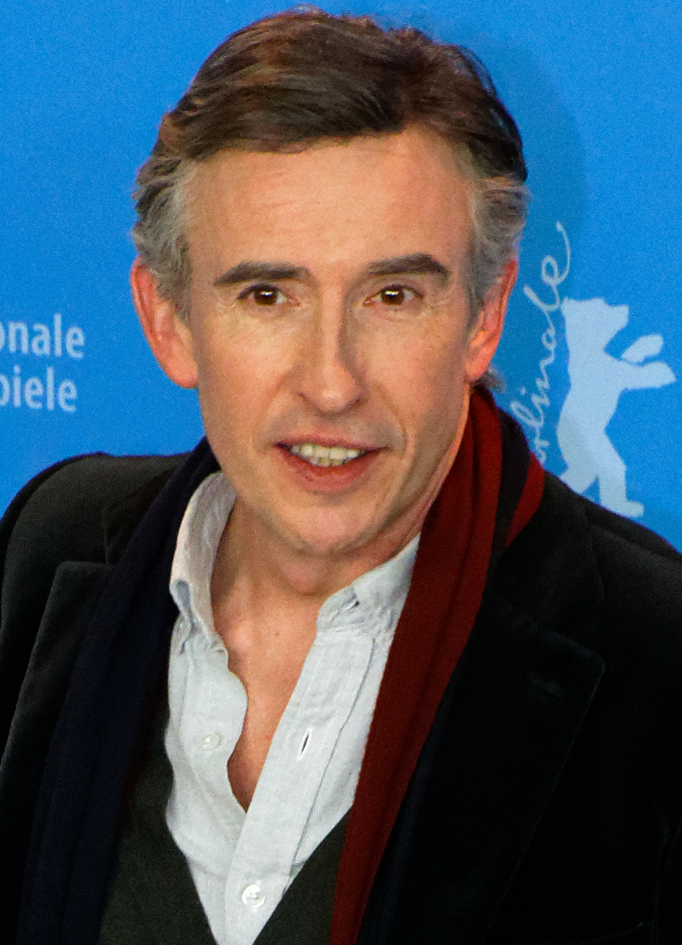
Steve Coogan
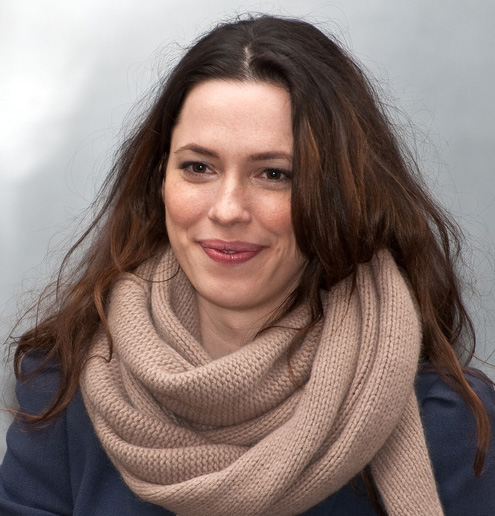
Rebecca Hall
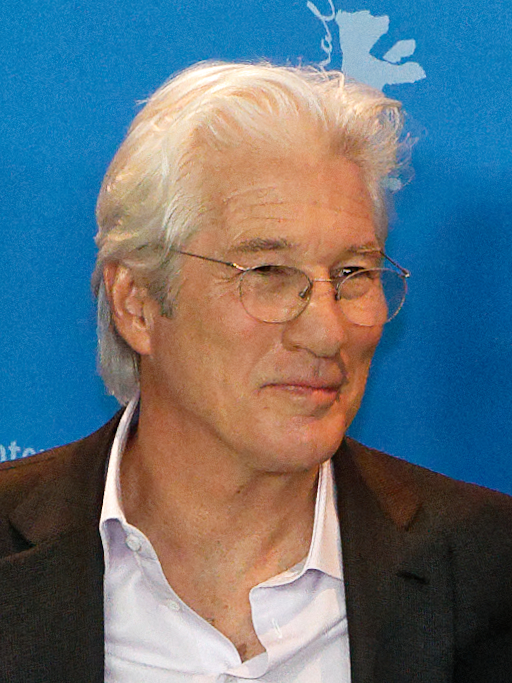
Richard Gere

## Al voltant de la pel·lícula
El guionista i director d'origen israelià Oren Moverman trasplanta la història de la novel·la original d'Herman Koch dels Països Baixos a Amèrica. Representa la tercera adaptació de l'obra, que ja es va posar en escena amb la versió neerlandesa ‘Het Diner’ (2013) escrita i dirigida Menno Meyjes i l'adaptació italiana amb el film ‘I nostri ragazzi’(2014) dirigida per Ivano De Matteo i amb guió de Valentina Ferlan

### Crítiques
Al lloc web de revisions de crítiques Rotten Tomatoes, la pel·lícula obté una qualificació d'aprovació del 46% basada en 140 ressenyes, amb una valoració mitjana de 5,43/10, tot i que es valora el conjunt de la pel·lícula consideren que l'adaptació no aprofita del tot l'obra original. Pel crític de The Guardian "Una pel·lícula trista i poc convincent sobre quatre persones que discuteixen sobre els seus fills en un àpat de luxe".

### Guardons
Va ser nominada a l'Os d'Or a la Millor pel·lícula en el 67è Festival Internacional de Cinema de Berlín (2017).